# Okular
Okular ali priočesna leča je leča ali skupina leč (lečje), ki se nahaja na optični napravi. Okular je na optični napravi tisti sistem leč, ki je bližje očesu tistega, ki na normalen način gleda skozi optično napravo. Okular je nameščen v goriščni točki objektiva. 

Okularji binokularjev so stalno nameščeni. Daljnogledi (teleskopi) in mikroskopi (drobnogledi) imajo okularje, ki so zamenljivi. Z zamenjavo okularja uporabnik določa, pri kakšni povečavi in kakšnem zornem kotu bo opazoval predmet. Okularji tako omogočajo spremembo polja opazovanja in različne razdalje do očesne zenice (pomembno za ljudi, ki opazujejo z očali).
Okular je pogosto sestavljen iz večjega števila leč. Izdelan je tako, da ga lahko damo v optično napravo. Sliko izostrimo tako, da okular premikamo vzdolž optične osi naprave.

## Vrste okularjev

### Huygensov okular
Prvi je izdelal okular iz dveh leč nizozemski astronom, fizik in matematik Christiaan Huygens (1629 – 1695) v poznih 1660. letih 
Huygensov okular sta sestavljali dve plan-konveksni leči. 
 Okular je dobro deloval v daljnogledih, ki so imeli veliko goriščno razdaljo.

### Ramsdenov okular
Ramsdenov okular je prvi izdelal angleški izdelovalec astronomskih in znanstvenih naprav Jesse Ramsden (1735 – 1800) v letu 1782. Ta vrste okularja je sestavljena iz dveh plan-konveksnih leč, ki imata enako goriščno razdaljo. Nahajata pa se na razdalji, ki je manjša od goriščne razdalje leče ene leče. 

### Kellnerjev okular ali akromatski okular
Prvi pravi akromatski okular je izdelal nemški optik Carl Kellner (1826 – 1855). Včasih ga imenujejo tudi Akromatizirani Ramsdenov okular. Okular je sestavljen iz treh leč. Zadnjo lečo v Ramsdenovem okularju je nadomestil z dvojno akromatsko lečo. S tem je popravil kromatsko aberacijo. Ostal pa je problem notranjih odbojev, ki ga pa danes rešujejo z antiodbojnimi premazi.

### Ortoskopski okular ali Abbejev okular
Abbejev okular je sestavljen iz štirih leč. Izumil ga je nemški fizik Ernst Karl Abbe (1840 – 1905) v letu 1880. Okular imenujejo ortoskopski, ker da sliko z majhnim popačenjem. Okular je sestavljen iz trojne leče in plan- konveksne leče. Daje dobro sliko, a zelo majhen zorni kot. 

### Monocentrični okular
Monocentrični ocular je izumil  nemški optik Adolf Steinheil (1832 – 1893) okoli leta 1883 .
Monocentrični okular je sestavljen iz dveh leč iz kronskega stekla, ki sta utrjeni na obeh straneh z elementoma iz kremenčevega stekla. Celotni okular je debel, mora imeti pravilno ukrivljenost površin in mora imeti skupno središče (zaradi tega ga imenujemo monocentričen).

### Erflov okular
Erflov okular je patentiral Heinrich Erfle (1884 – 1923) v letu 1921. Sestavljen je iz petih leč. Deluje podobno kot Plösslov okular, ima še samo dodatne leče. Okular ima široko zorno polje. Njegova slaba lastnost pa je astigmatizem in navidezne slike. 

### Königov  okular
Königov  okular je prvi izdelal nemški optik Albert König (1871 – 1946). Originalna izvedba je v resnici poenostavljen Abbejev okular, ki ima spredaj dve leči namesto treh.

### Plösslov okular ali simetrični okular
To vrsto okularja je prvi izdelal avstrijski izdelovalec optičnih naprav Georg Simon Plössl (1794 – 1868) v letu 1860. 

### Okular RKE
Okular RKE je prvi skonstruiral  David Rank. Ta vrsta okularjev daje večje zorno polje kot običajni Kellnerjev okular. Od kod izvira oznaka RKE ni popolnoma jasno. Znanih je nekaj razlag izvora imena. 

### Naglerjev okular
Izumil ga je Albert Nagler in patentiral v letu 1979. Ta vrsta okularjev je namenjena uporabi v astronomskih daljnogledih. Dajejo izredno široko zorno polje (82°), astigmatizem in druge optične napake so izredno majhne. Slaba lastnost Naglerjevih okularjev je njihova velika teža. 

### Nekateri starejši okularji
- Galilejev okular
- Keplerjev okular
- Dollondov okular
- Herschelov okular